# Damon diadema
Espèce
Synonymes
- Phrynus diadema Simon, 1876

Damon diadema est une espèce d'amblypyges de la famille des Phrynichidae.

## Distribution
Cette espèce se rencontre en Tanzanie, au Kenya, en Éthiopie, en Somalie et au Yémen.

## Description

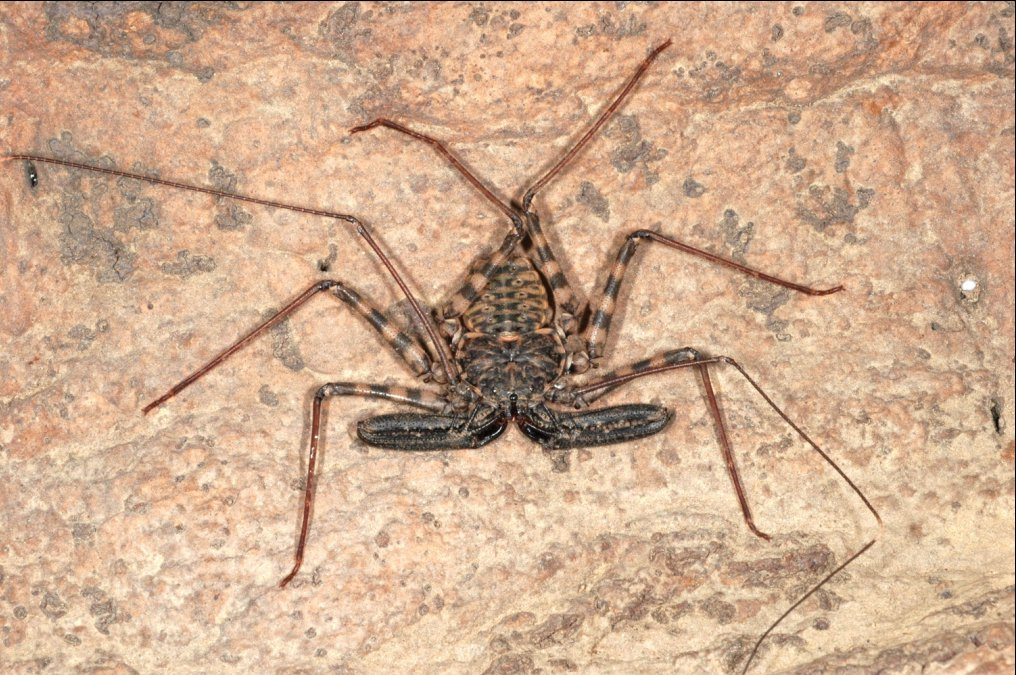
Damon diadema

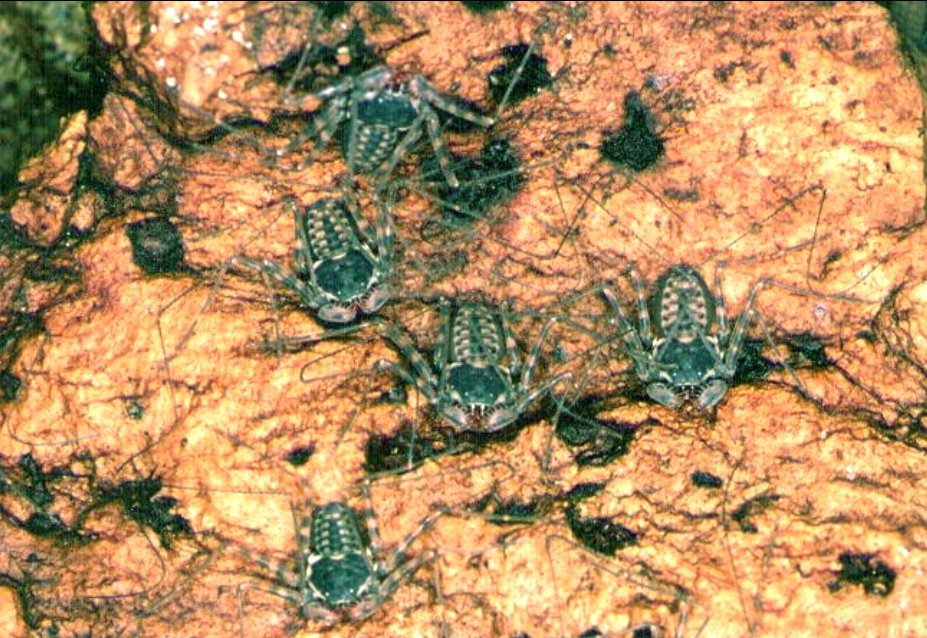
Damon diadema

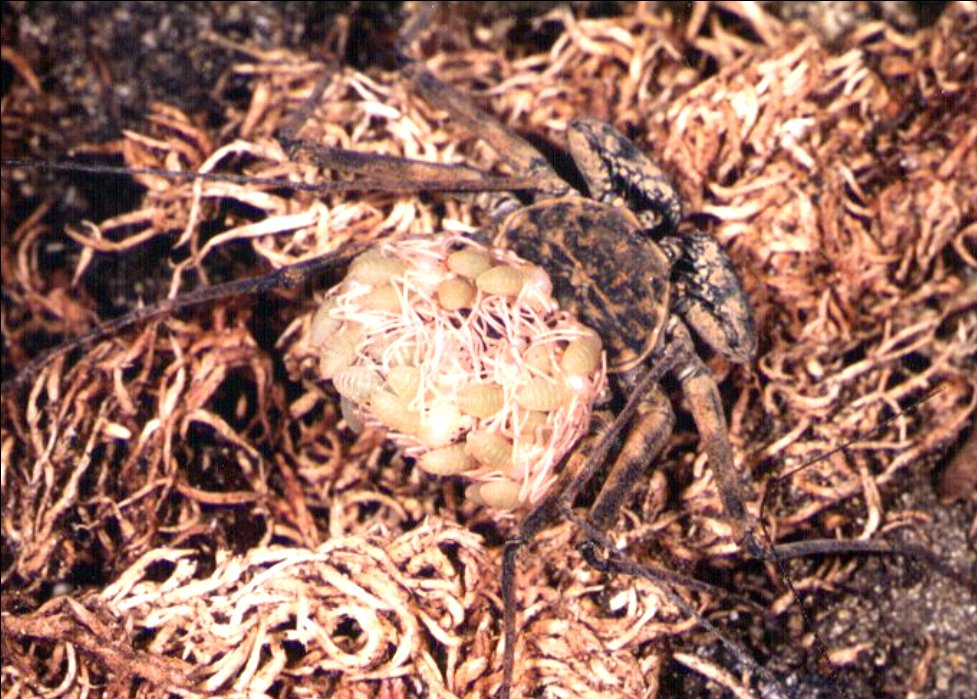
Damon diadema

Damon diadema mesure jusqu'à 28 mm avec un corps plat. Il est connu comme un scorpion fouet sans queue en raison des longues fouets-jambes qui sont la majorité de sa largeur de corps. Son envergure est d'environ 20 cm.
Damon diadema est constitué, tout comme les autres Arachnida, de deux parties principales, un abdomen et un céphalothorax sur lequel sont fixées les pattes et les pédipalpes. On y retrouve trois paires de pattes ambulatoires et une paire de pattes dites antenniformes ou tactiles, qui permet à l'amblypyge de mieux se situer dans l'espace ou d'attirer une proie en la chatouillant pour l'amener droit vers les pédipalpes et ainsi faciliter sa capture.
Leur morphologie très aplatie leur permet de se glisser dans de petite fissures ou en tous cas dans des recoins inaccessible pour la majeure partie des animaux.
C'est un animal strictement arboricole se déplaçant latéralement, de la même façon que le ferait un crabe. 
Non venimeux, cet aspect effrayant et des pattes fragiles incitent à éviter les manipulations. Vif, c'est un animal apparemment facile à reproduire en captivité.
Cette espèce se nourrit d'insectes adaptés à sa taille.

## Liste des sous-espèces
Selon Whip spiders of the World (version 1.0) :
- Damon diadema diadema (Simon, 1876)
- Damon diadema robustus Weygoldt, 1999 de l'île de Pemba

## Publications originales
- Simon, 1876 : Étude sur les Arachnides du Congo. Bulletin de la Société Zoologique de France, vol. 1, no 12/15, p. 12-15 (texte intégral).
- Weygoldt, 1999 : Revision of the genus Damon C.L. Koch, 1850 (Chelicerata: Amblypygi: Phrynichidae). Zoologica, Stuttgart, vol. 150, p. 1–45.